# Negatoria servitutis
L' actio negatoria servitutis nel diritto civile italiano è regolata dall'art. 949 cod. civ., "il proprietario può agire per far dichiarare l'inesistenza di diritti affermati da altri sulla cosa" e può "chiedere che se ne ordini la cessazione, oltre alla condanna per il risarcimento del danno".
La Cassazione  individua due presupposti:
- che "venga posta in essere dal terzo un'attività implicante in concreto l'esercizio, che si assume abusivo, di una servitù a carico del fondo di proprietà di colui che agisce"[1]
- che il "pericolo" sia attuale e concreto"[2].

Sempre la cassazione ritiene l'actio negatoria servitutis imprescrittibile: "l'actio negatoria servitutis è azione imprescrittibile, con la conseguenza che il proprietario del preteso fondo servente può in qualsiasi momento, e fatti salvi gli effetti dell'intervenuta usucapione, chiedere che venga accertata, per mancanza del titolo o del decorso del termine dell'usucapione, l'inesistenza della servitù"
L’interesse ad agire in negatoria servitutis sussiste anche quando, pur non denunciandosi l’avvenuto esercizio di atti materiali lesivi della proprietà, a fronte di pretese reali affermate dalla controparte, si intenda far chiarezza con l’accertamento dell’infondatezza delle pretese. Quindi anche nell’ipotesi della presenza di un provvedimento derivante da un giudizio possessorio.